# Ettore Bastianini

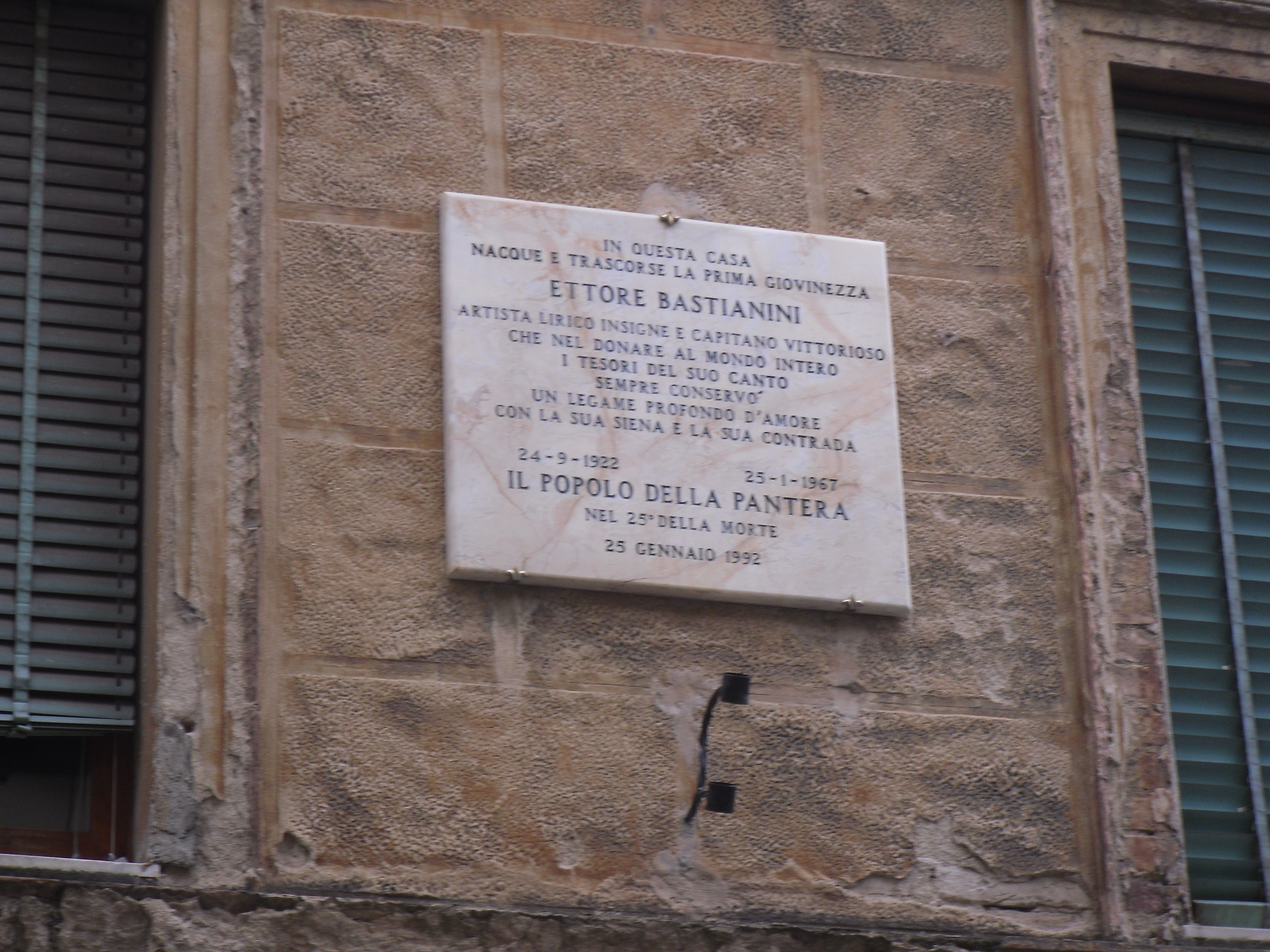
Tafel an seinem Geburtshaus in der via Paolo Mascagni, gestiftet von der Contrade des Panthers

Ettore Bastianini (* 24. September 1922 in Siena; † 25. Januar 1967 in Sirmione) war ein italienischer Opernsänger (Bariton).

## Leben
Geboren in Siena studierte er bei Flamio Contini in Florenz. Er debütierte 1945 als Bass (Colline) in Ravenna. 1952 begann er seine Karriere als Bariton.
1953 wurde er an die Met berufen, an der er bis 1965 sang.
1952–1962 wurde er auch an der Scala gefeiert. In Wien und Salzburg
sang er vielfach unter Herbert von Karajan. Vor allem Verdi war seine Domäne. Seine Lieblingspartie war der Gérard in Andrea Chénier. Mit Renata Tebaldi sang er in Chicago; in Neapel wurde er als Figaro bejubelt, obwohl sein dunkel gefärbter Bariton für diese Partie eigentlich nicht leicht genug war. Als Rodrigo in Verdis Don Carlos bescheinigte ihm die Kritik 1956 nach einem Gastspiel in Florenz „höchste stimmliche Intelligenz und Musikalität“. Mit Maria Callas sang er an der Mailänder Scala und zu den Festspielen in Verona; als Graf Luna in Il trovatore und als Nabucco gelten seine Leistungen als Maßstäbe für die Gegenwart.
Mit einer der im Timbre schönsten und ausdrucksstärksten Baritonstimmen der italienischen Oper begabt, reiste er durch die Welt, sang in Mailand, Rom, Wien, Salzburg, Berlin und New York, in Frankreich, Spanien, England, Ägypten und Südamerika, bis unausbleibliche Ermüdungs- und Abnutzungserscheinungen 1962 in Mailand zum Skandal führten: Anlässlich einer Rigoletto-Aufführung kam es in der Scala zu einem Pfeifkonzert. Nur langsam erholte Bastianini sich von dieser Krise, fand aber dann doch wieder zu seiner Form und dem berühmten „schwarzen“ Stimmglanz zurück, der in seinen Operngesamtaufnahmen von Andrea Chénier, La forza del Destino, Don Carlos Un ballo in Maschera und Il Trovatore zur Entfaltung kommt.
Mit 44 Jahren starb er an einer Tumorerkrankung, die zwei Jahre zuvor seine Karriere beendet hatte.